# منطقه شکارممنوع بیان
منطقه شکار ممنوع بیان در حد فاصل شهرستانهای تکاب و شاهین دژ در جنوب استان آذربایجان غربی واقع است. . این منطقه در محور جاده شاهین‌دژ به تکاب واقع شده که از شرایط طبیعی خوبی برای زندگی حیوانات وحشی نظیر قوچ و میش وحشی برخوردار است. این منطقه در نزدیکی روستای قوزلوی افشاردر ۲۳ کیلومتری جنوب شرقی شاهین‌دژ واقع است. کوه بیان با ارتفاعی در حدود ۲۲۳۲ متر از سطح دریا در این منطقه واقع است.
با توجه به اینکه این منطقه در منطقه شمال و غرب فلات ایران واقع شده لذا از آب و هوای کوهستانی و معتدلی برخوردار است؛ که به لحاظ محصور بودن در میان کوه‌ها - زمستانهای پر برف و تابستان‌های نسبتاً گرمی را داراست. فصول چهارگانه طبیعت به صورت منطقه و مشخص در چهره آن پدیدار است.

## پوشش گیاهی
پوشش غالب گیاهی این منطقه پوشش مرتعی است. گونهای گیاهی منطقه شامل خوشخوراک و گون‌کتیرا، یونجه وحشی، چاودار، انواع گلابی وحشی، زالزالک، ارجنگ و بلوط، کنگر وحشی، گل کاغذی و گون‌های خوش‌خوراک و گون کتیرا، پسته وحشی (بنه)، بادام وحشی، زالزالک را می‌توان ذکر کرد.